# 탄산 리튬
탄산 리튬(Lithium carbonate)은 화학식 Li
2CO
3을 갖는 무기 화합물이자 탄산염의 리튬염이다. 이 백색 염은 금속산화물 가공에 널리 사용된다. WHO 필수 의약품 목록에 등재되어 있는데 양극성 장애 등 기분 장애를 위한 치료제로서 사용될 수 있기 때문이다.

## 이용
탄산 리튬은 중요한 산업 화학 물질이다. 리튬이온 배터리에 쓰이는 화합물로서 주로 사용된다. 탄산 리튬에서 유래한 유리는 오븐웨어에 유용하다.

## 반응
Li
2CO
3 + CO
2 + H
2O    2 LiHCO
3